# Nicola Pasini
Nicola Pasini (Chiavenna, 10 aprile 1991) è un calciatore italiano, difensore dell'Union Brescia.

## Carriera

### Club
Inizia la propria carriera nel settore giovanile del Milan, club con cui nella stagione 2008-2009 ottiene la sua prima convocazione fra i professionisti, nell'incontro di Serie A vinto 2-1 contro il Siena.
Il 20 luglio 2011 viene ceduto in comproprietà al Genoa che contestualmente lo presta alla Carrarese; fa il suo esordio assoluto il 7 agosto 2011 in occasione dell'incontro di Coppa Italia vinto 1-0 contro il Barletta, mentre il 12 ottobre seguente gioca il suo primo incontro di Serie C vinto 3-1 contro l'Andria BAT.
Il 27 gennaio 2012 la comproprietà viene risolta a favore del Genoa, con il calciatore che termina comunque la sua stagione alla Carrarese.
Il 14 luglio 2012 viene ceduto allo Spezia in prestito con diritto di riscatto e controriscatto; l'8 ottobre seguente debutta in Serie B nel match vinto 5-1 contro il Livorno. Autore di 15 presenze nella serie cadetta ed una in Coppa Italia, al termine della stagione fa rientro al Grifone che lo cede nuovamente in prestito, questa volta all'Venezia.
Nel luglio 2014 viene prestato alla Pistoiese, scendendo nuovamente in terza divisione; l'11 gennaio 2015 realizza la sua prima rete fra i professionisti nell'ampia vittoria per 6-3 sull'Ascoli.. Poche settimane più tardi il prestito viene interrotto ed il giocatore passa con la stessa formula al Carpi fino al termine della stagione; impiegato di rado dal club biancorosso, colleziona solamente 3 presenze in Serie B conquistando la promozione in Serie A al termine della stagione.
Nel luglio 2015 fa ritorno alla Pistoiese a titolo definitivo; Esordisce il 6 settembre 2015 nel match perso 2-0 contro L’Aquila imponendosi fin da subito come titolare nel ruolo. Al termine della stagione, dopo 30 presenze in campionato quasi tutte da titolare, si trasferisce alla Bassano Virtus.
Il 10 luglio 2018 viene acquistato a titolo definitivo dal Vicenza; dopo una prima stagione da titolare, nel 2019 fatica a trovare spazio aiutando comunque il club biancorosso a ritornare in Serie B grazie al primo posto nel proprio girone.
Il 20 febbraio 2021 realizza la sua prima rete nella serie cadetta nel pareggio casalingo per 2-2 contro la SPAL.
Il 1º febbraio 2024, dopo 121 presenze complessive in 5 anni e mezzo, rescinde il contratto con i veneti. Il 22 febbraio successivo viene ingaggiato, fino al termine della stagione, dall'Ancona.

### Nazionale
Ha giocato nelle nazionali giovanili italiane Under-17 ed Under-20.

## Statistiche

### Presenze e reti nei club
Statistiche aggiornate al 13 maggio 2025.
| Stagione              | Squadra               | Campionato            | Campionato | Campionato | Coppe nazionali | Coppe nazionali | Coppe nazionali | Coppe continentali | Coppe continentali | Coppe continentali | Altre coppe | Altre coppe | Altre coppe | Totale | Totale |
| Stagione              | Squadra               | Comp                  | Pres       | Reti       | Comp            | Pres            | Reti            | Comp               | Pres               | Reti               | Comp        | Pres        | Reti        | Pres   | Reti   |
| --------------------- | --------------------- | --------------------- | ---------- | ---------- | --------------- | --------------- | --------------- | ------------------ | ------------------ | ------------------ | ----------- | ----------- | ----------- | ------ | ------ |
| 2011-2012             | Carrarese             | D1                    | 18         | 0          | CI+CI-LP        | 2+1             | 0               | -                  | -                  | -                  | -           | -           | -           | 21     | 0      |
| 2012-2013             | Spezia                | B                     | 19         | 0          | CI              | 1               | 0               | -                  | -                  | -                  | -           | -           | -           | 20     | 0      |
| 2013-2014             | Venezia               | D1                    | 27         | 0          | CI+CI-LP        | 0               | 0               | -                  | -                  | -                  | -           | -           | -           | 27     | 0      |
| 2014-gen. 2015        | Pistoiese             | LP                    | 18         | 1          | CI-LP           | 3               | 0               | -                  | -                  | -                  | -           | -           | -           | 21     | 1      |
| gen.-giu. 2015        | Carpi                 | B                     | 3          | 0          | CI              | -               | -               | -                  | -                  | -                  | -           | -           | -           | 3      | 0      |
| 2015-2016             | Pistoiese             | LP                    | 30         | 0          | CI-LP           | 1               | 0               | -                  | -                  | -                  | -           | -           | -           | 31     | 0      |
| Totale Pistoiese      | Totale Pistoiese      | Totale Pistoiese      | 48         | 1          |                 | 4               | 0               |                    | -                  | -                  |             | -           | -           | 52     | 1      |
| 2016-2017             | Bassano Virtus        | LP                    | 31+1       | 2          | CI+CI-LP        | 2+1             | 0               | -                  | -                  | -                  | -           | -           | -           | 35     | 2      |
| 2017-2018             | Bassano Virtus        | C                     | 28+2       | 0          | CI+CI-C         | 1+1             | 0               | -                  | -                  | -                  | -           | -           | -           | 32     | 0      |
| Totale Bassano Virtus | Totale Bassano Virtus | Totale Bassano Virtus | 59+3       | 2          |                 | 5               | 0               |                    | -                  | -                  |             | -           | -           | 67     | 2      |
| 2018-2019             | Vicenza               | C                     | 30+1       | 0          | CI+CI-C         | 2+4             | 0               | -                  | -                  | -                  | -           | -           | -           | 37     | 0      |
| 2019-2020             | Vicenza               | C                     | 6          | 0          | CI+CI-C         | 0+3             | 0               | -                  | -                  | -                  | -           | -           | -           | 9      | 0      |
| 2020-2021             | Vicenza               | B                     | 21         | 1          | CI              | 2               | 0               | -                  | -                  | -                  | -           | -           | -           | 23     | 1      |
| 2021-2022             | Vicenza               | B                     | 14         | 0          | CI              | 0               | 0               | -                  | -                  | -                  | -           | -           | -           | 14     | 0      |
| 2022-2023             | Vicenza               | C                     | 30+4       | 2          | CI-C            | 4               | 0               | -                  | -                  | -                  | -           | -           | -           | 38     | 2      |
| 2023-feb. 2024        | Vicenza               | C                     | 0          | 0          | CI+CI-C         | 0               | 0               | -                  | -                  | -                  | -           | -           | -           | 0      | 0      |
| Totale Vicenza        | Totale Vicenza        | Totale Vicenza        | 101+5      | 3          |                 | 15              | 0               |                    | -                  | -                  |             | -           | -           | 121    | 3      |
| feb.-giu. 2024        | Ancona                | C                     | 9          | 0          | CI-C            | -               | -               | -                  | -                  | -                  | -           | -           | -           | 9      | 0      |
| 2024-2025             | Feralpisalò           | C                     | 35+2       | 0          | CI-C            | 2               | 0               | -                  | -                  | -                  | -           | -           | -           | 39     | 0      |
| Totale carriera       | Totale carriera       | Totale carriera       | 329        | 6          |                 | 30              | 0               |                    | -                  | -                  |             | -           | -           | 359    | 6      |

## Palmarès

### Competizioni nazionali
- Serie B: 1

Carpi: 2014-2015
- Serie C: 1

L.R. Vicenza: 2019-2020 (girone B)
- Coppa Italia Serie C: 1

L.R. Vicenza: 2022-2023

### Competizioni giovanili
- Coppa Italia Primavera: 1

Milan: 2009-2010